# Fritz Jaenecke

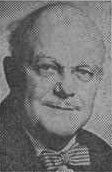
Fritz Jaenecke

Fritz Jaenecke (* 30. Mai 1903 in Colbitz; † 21. September 1978 in Malmö) war ein deutsch-schwedischer Architekt.

## Biografie
Jaenecke besuchte 1924 die Technische Universität Dresden und machte 1928 seinen Abschluss als Architekt in Berlin. Er war dort Mitglied der von seinem Kommilitonen Hermann Zweigenthal initiierten Gruppe Junger Architekten (G.J.A.). Nach einigen Jahren als Angestellter von Hans Poelzig, machte er sich in der deutschen Hauptstadt selbständig. In der Zeit von 1931 bis 1936 hatte Jaenecke eine Bürogemeinschaft mit Egon Eiermann. Bei einer Bauausstellung in Berlin 1931 kam er mit einer Gruppe von Kommunalpolitikern aus Malmö in Kontakt und zog 1937 dorthin. Er war bis 1942 bei Carl-Axel Stoltz beschäftigt. 1943 wurde er schwedischer Staatsbürger und betrieb zwischen 1943 und 1950 in Malmö sein eigenes Architekturbüro. Einige seiner frühen Aufträge waren Wohngebäude in Kirseberg in Malmö, die Ende der 1940er-Jahre erbaut wurden.

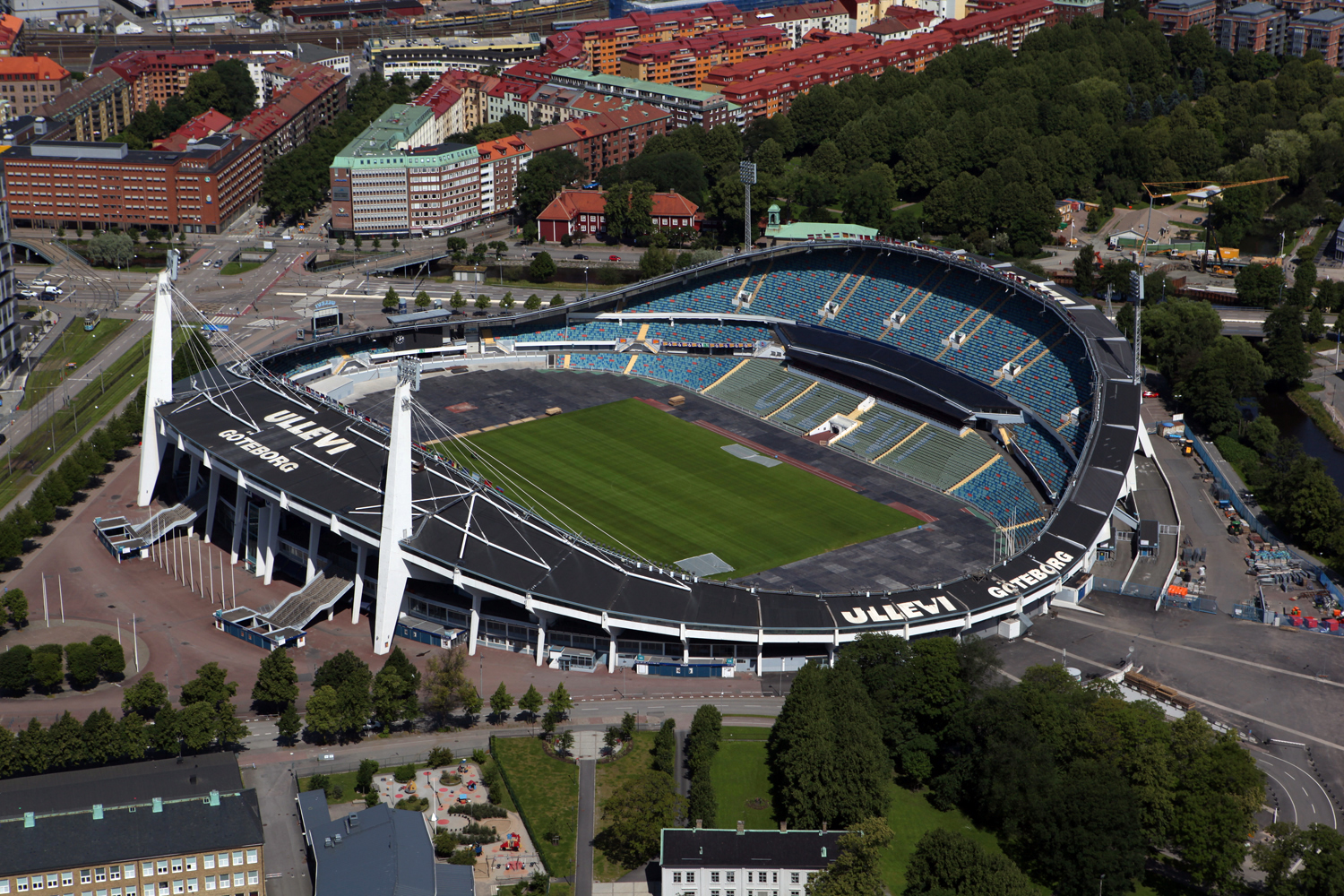
Ullevi, Göteborg (1958)

Jaenecke fusionierte sein Büro 1950 mit Sten Samuelson zu Jaenecke & Samuelsson. In den 1950er-Jahren entwarfen sie eine Reihe von Gebäuden, die sich durch eine ausdrucksstarke Designsprache auszeichneten und eine radikale Moderne im Vergleich zur zeitgenössischen schwedischen Architektur bildeten. 1957 nahmen beide Architekten an der Interbau in Berlin teil, wofür sie das Schwedenhaus in der Altonaer Straße entwarfen. Das Büro Jaenecke & Samuelson war erfolgreich und erhielt Ende der 1950er-Jahre mehrere prestigeträchtige Aufträge. Beispielsweise entwarfen sie das Ullevi zur Fußball-Weltmeisterschaft 1958.
Die Zusammenarbeit mit Samuelson endete 1970. Jaenecke leitete weiterhin sein Architekturbüro in Malmö. In den 1970er-Jahren war ein großer Auftrag seines Büros das Krankenhausgebäude Malmö General Hospital (MAS). Jaenecke war Professor für Architektur in Aachen und leitete dort auch eine Niederlassung.

## Ausgewählte Bauwerke von Fritz Jaenecke
- Wohnsitz Kirseberg, Malmö (1946)

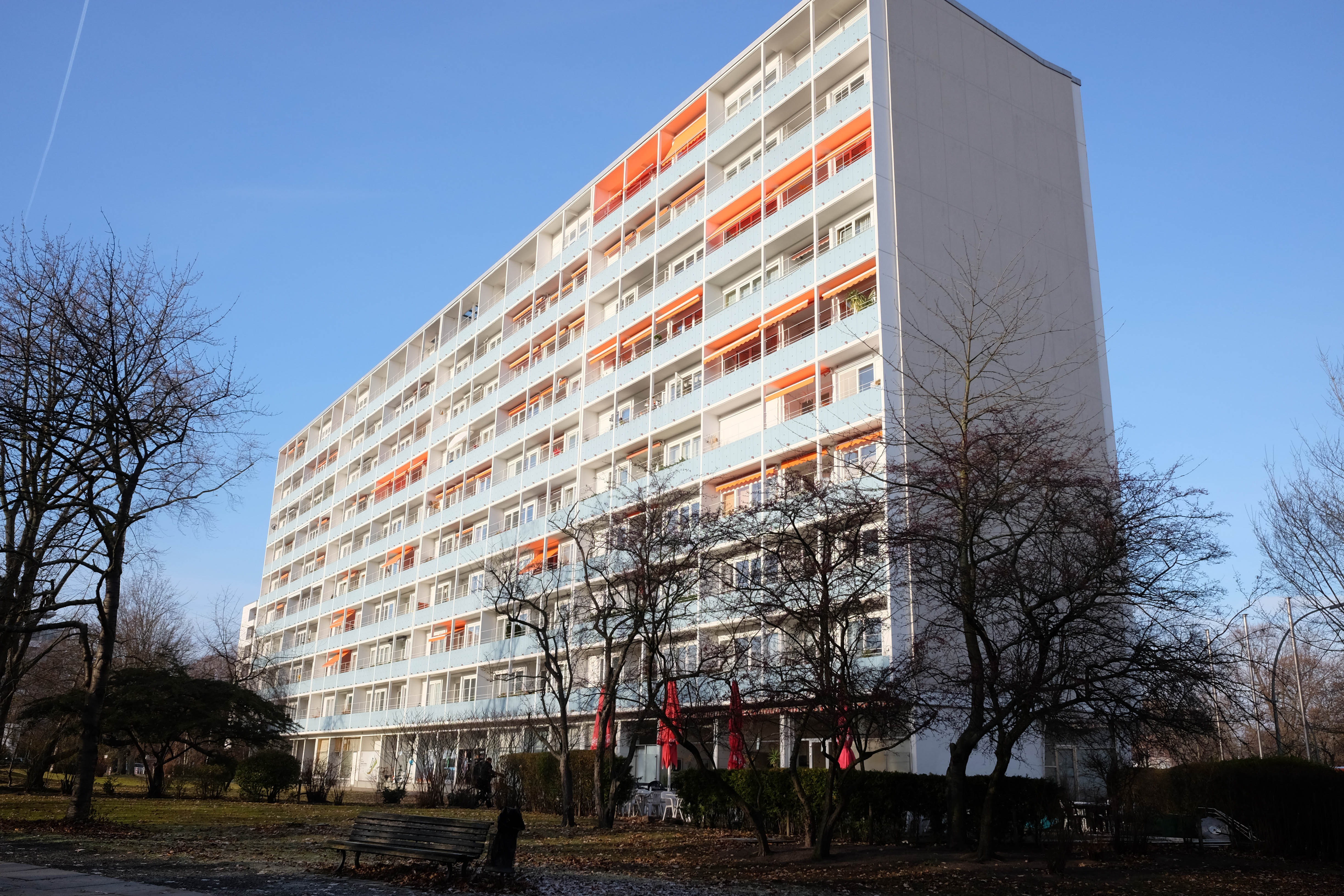
Schwedenhaus, Berlin (1957)

- Långa raden, Allgemeines Krankenhaus Malmö, UMAS (1970er Jahre)

## Ausgewählte Gebäude von Fritz Jaenecke und Sten Samuelson

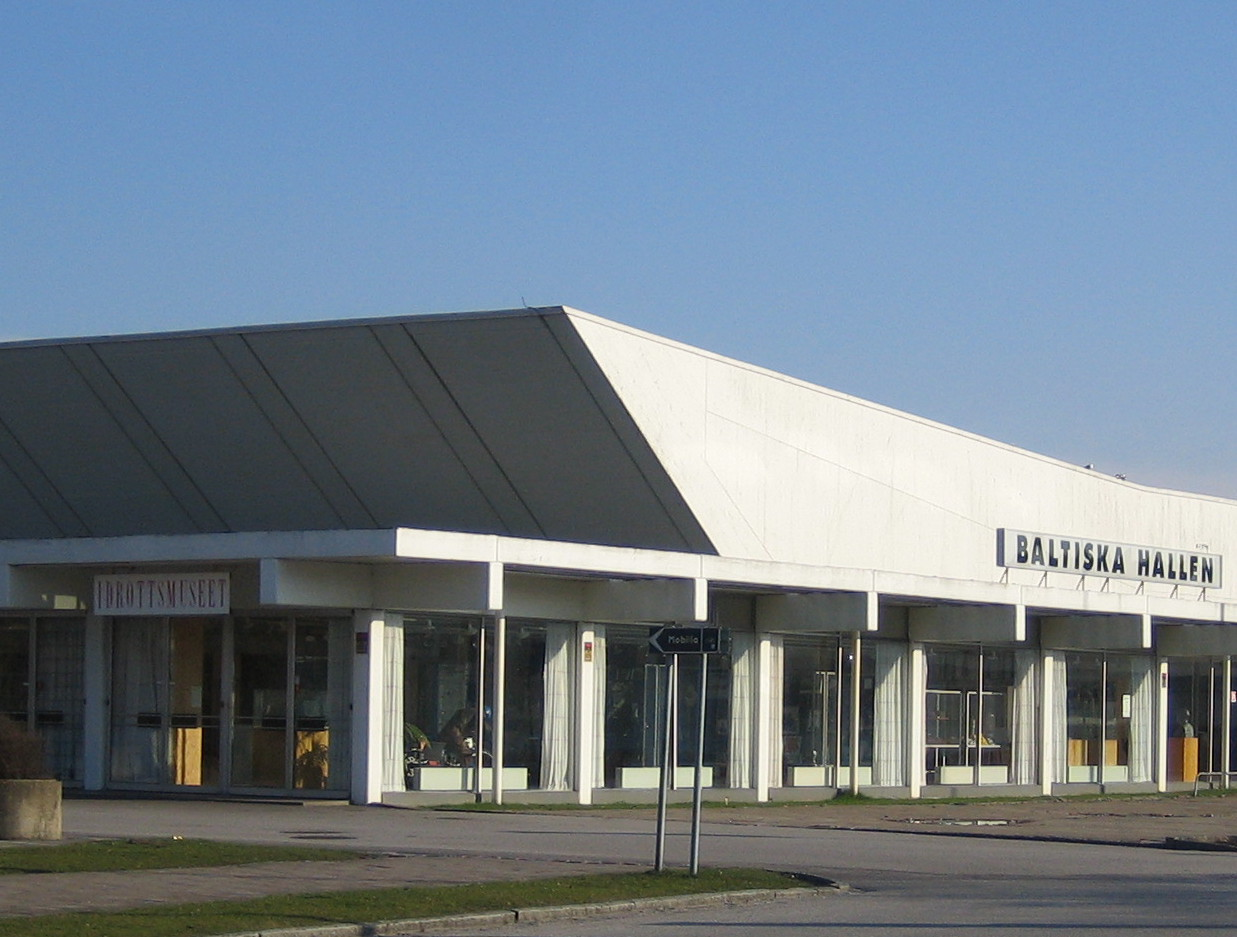
Baltische Halle, Malmö (1964)

- Wohngebäude auf Bülow Hübes väg, Bezirk Limhamn in Malmö (1955–57)
- Kontrollturm beim Falsterbo-Kanal, Höllviken (1955)
- Studentenwohnheim der Helsingkrona Nation in Lund (1955–58)
- „Zeilen“-Hochhaus („Schwedenhaus“), Altonaer Straße, Hansaviertel Berlin (1955–57)
- Ullevi Stadion, Göteborg (1958)
- Justizvollzugsanstalt in Köln (1958)
- Wohngebäude in Lorensborg, Malmö (1958)
- Malmö Stadion (1958)
- Ronneby Brunnspark, Ronneby (1961)
- Baltische Halle, Malmö (1961–63)
- Kunsthalle Landskrona (1963)
- Engelbrektsboden, Gibraltargatan, Malmö (1965)
- IBM, Lidingö (1963–66)
- Wohngebiet Kryddgrändera, Landskrona (1965–67). Die ein- und zweistöckigen Reihenhäuser sind ein zeittypisches Beispiel für hohe architektonische Qualität.
- Hamilton House, Helsingborg (1967)
- Hauptsitz von Helsingborgshem, Drottninggatan 136, Helsingborg (1967)
- Kirche Helgeandskyrkan, Lund (1968)
- Hauptsitz Frigoscandias, Helsingborg (1970)
- Rathaus von Lidingö (1975)
- Haus der Holzfirma im Hafen, Malmö (zerstört)

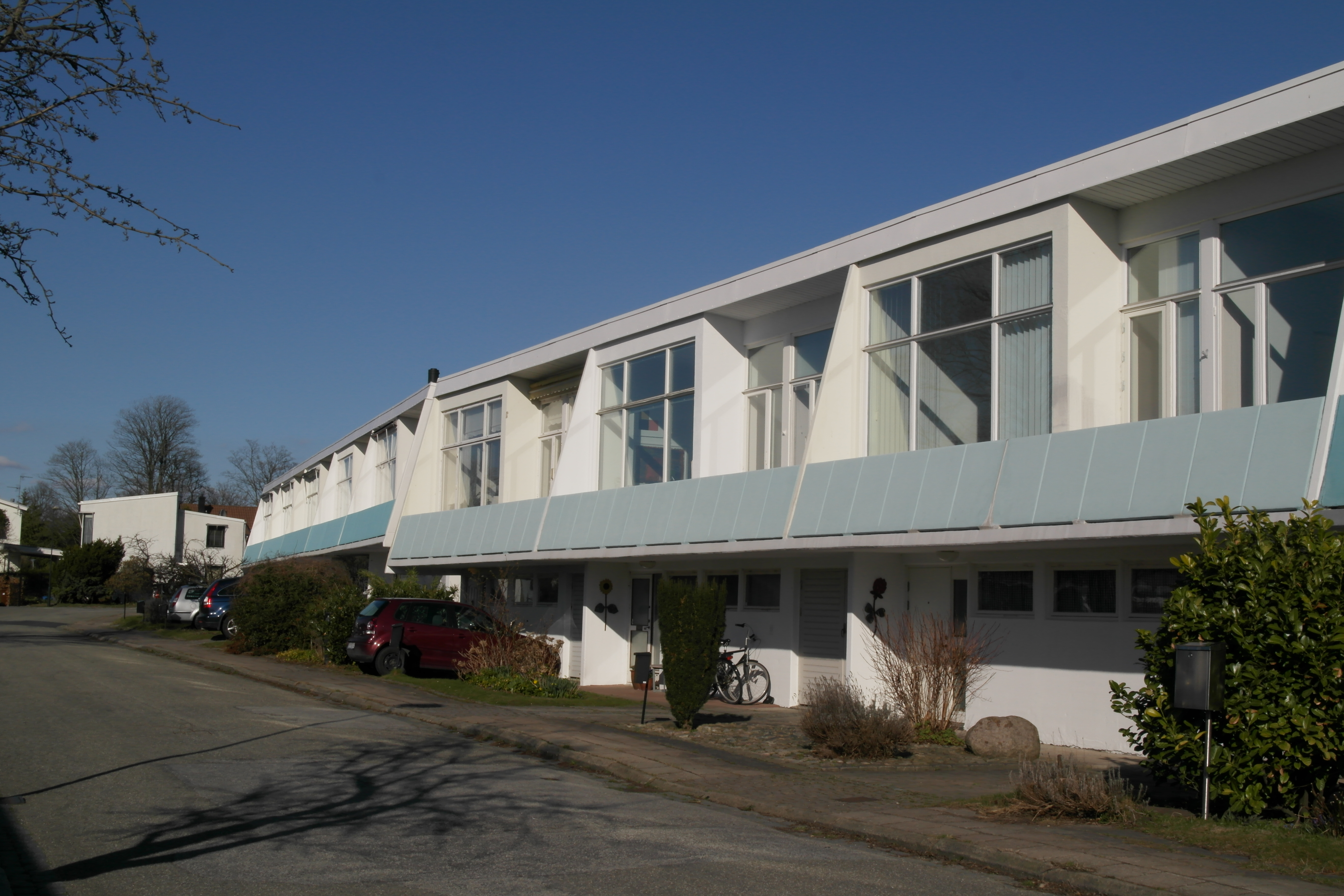
Wohngebäude auf Bülow Hübes väg, Malmö (1957)
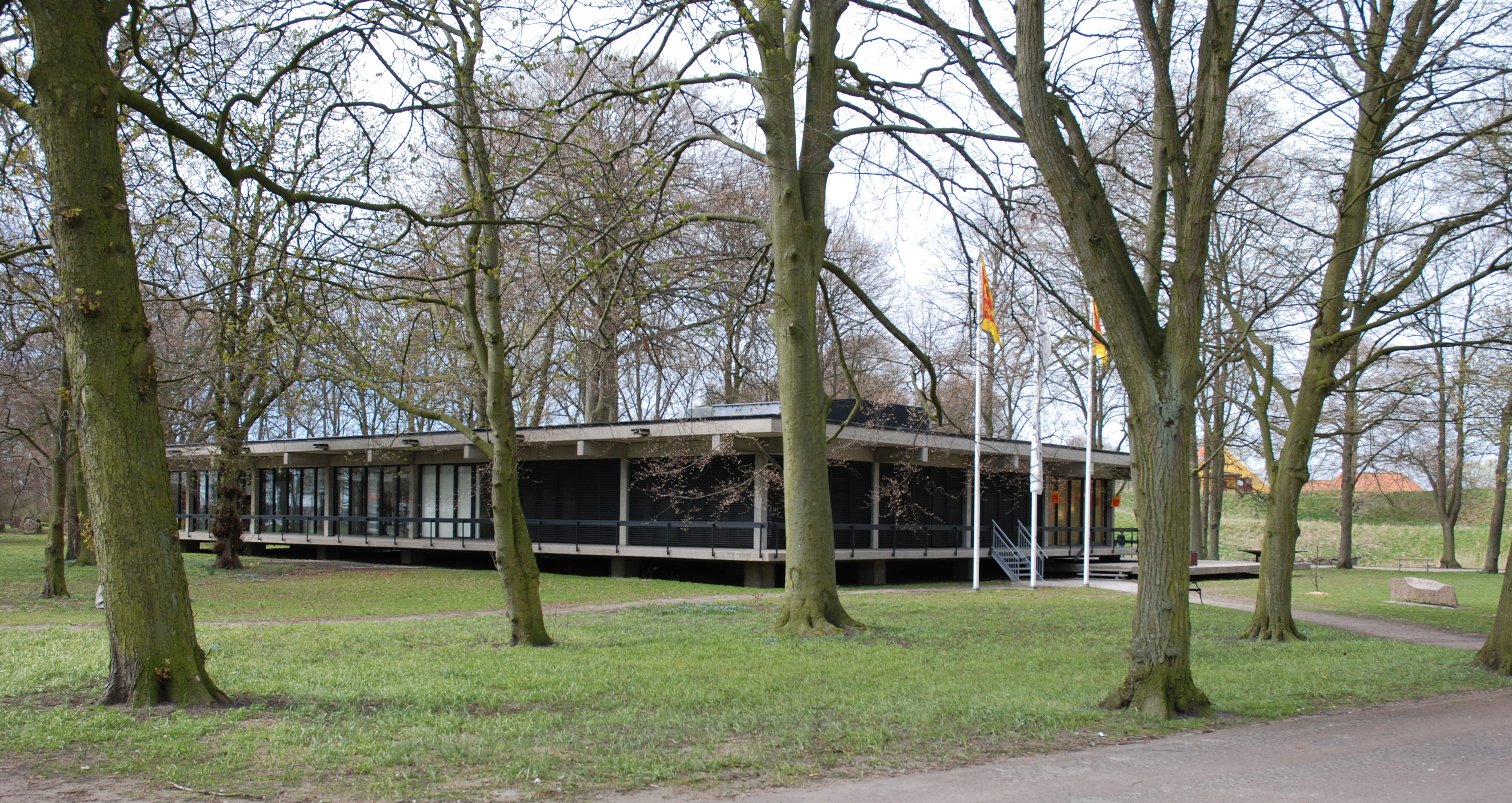
Kunsthalle Landskrona (1963)
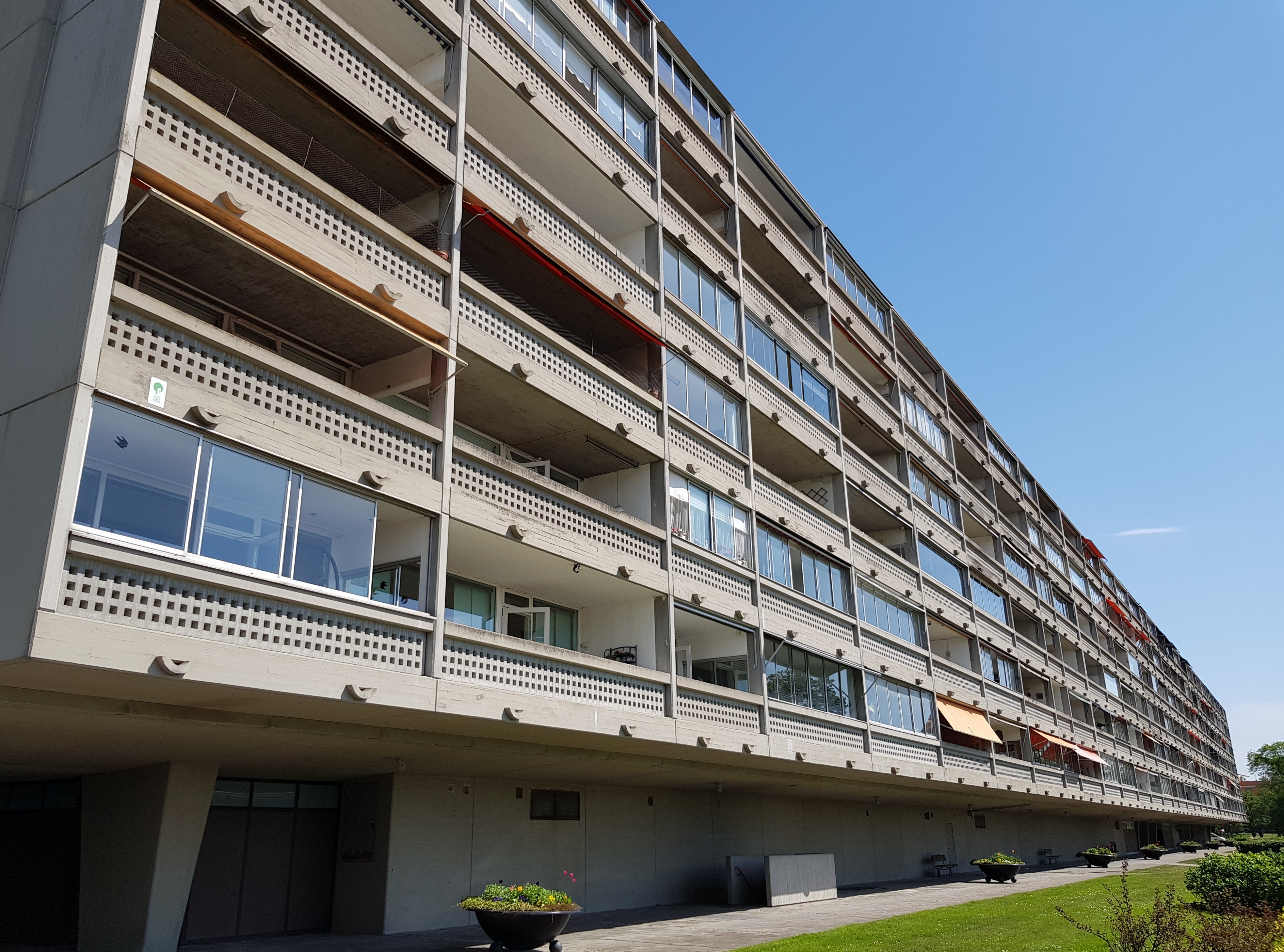
Hamilton House, Helsingborg (1967)
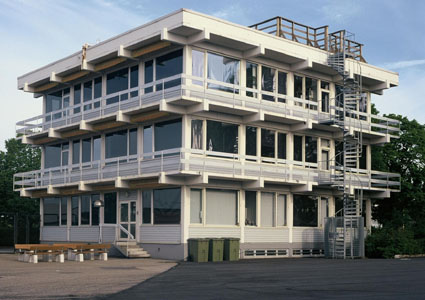
Haus der Holzfirma im Hafen, Malmö (zerstört)